# László Varga
László Varga (ur. 17 sierpnia 1956 w Tapolca) – węgierski duchowny katolicki, biskup Kaposvár od 2017.

## Życiorys
Święcenia kapłańskie otrzymał 17 kwietnia 1982 i został inkardynowany do diecezji veszprémskiej. Po święceniach został wikariuszem w Várpalota, a w 1987 objął probostwo w Somogysámson. W 1993 uzyskał inkardynację do nowo powstałej diecezji kaposvárskiej i otrzymał nominację na proboszcza miejscowej parafii św. Emeryka. W 2009 został ponadto kanclerzem kurii, a w 2013 wikariuszem generalnym diecezji.
25 marca 2017 papież Franciszek mianował go ordynariuszem diecezji kaposvárskiej. Sakry udzielił mu 13 maja 2017 kardynał Péter Erdő.